# Benthophilus mahmudbejovi
Benthophilus mahmudbejovi är en fiskart som beskrevs av Ragimov, 1976. Benthophilus mahmudbejovi ingår i släktet Benthophilus och familjen smörbultsfiskar. IUCN kategoriserar arten globalt som livskraftig. Inga underarter finns listade.

## Bildgalleri

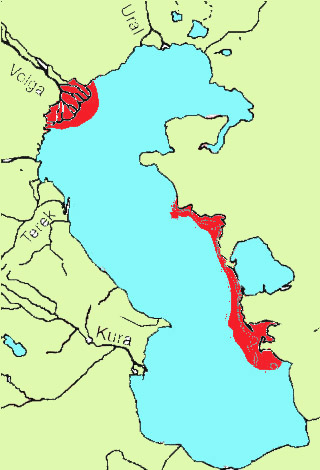